# All Over Twist
All Over Twist è un cortometraggio muto del 1923 scritto e diretto da Archie Mayo.

## Produzione
Il film fu prodotto dalla Century Film.

## Distribuzione
Distribuito dall'Universal Pictures, il film - un cortometraggio in due bobine - uscì nelle sale cinematografiche USA il 23 maggio 1923.